# Udriku
Koordinaten: 59° 18′ N, 26° 4′ O
Udriku (deutsch Uddrich) ist ein Dorf (estnisch küla) im estnischen Kreis Lääne-Viru.

## Beschreibung
Udriku wurde erstmals urkundlich 1241 im Liber Census Daniæ unter dem Namen Vrtic erwähnt.
Der Ort gehört heute zur Landgemeinde Kadrina. Er hat 165 Einwohner (Stand 2000).
Zur Umgebung von Udriku gehört ein Moorgebiet mit zahlreichen Seen, die Teil des 1973 eingerichteten Naturschutzgebiets Ohepalu (Ohepalu looduskaitseala) sind. Der größte See ist der Ohepalu Suurjärv mit einer Fläche von 67,3 Hektar.

## Gutshaus Udriku

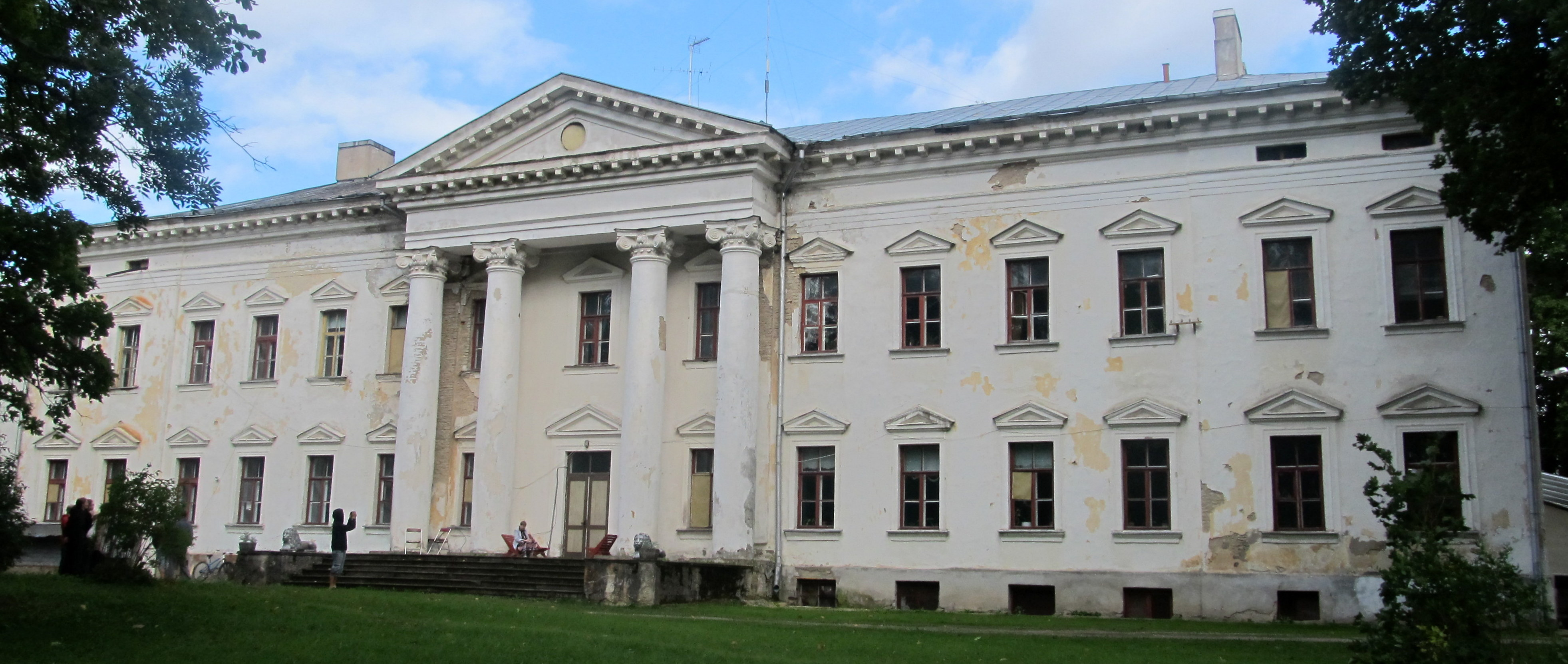
Gutshaus Uddrich

Das historische Gut Uddrich (Udriku mõis) wurde 1621 vom Gut Polli als Rittergut abgetrennt und stand bis zur Enteignung im Zuge der estnischen Landreform 1919 im Eigentum des deutschenbaltischen Adelsgeschlechts von Rehbinder.
Das heutige repräsentative Gutshaus wurde zwischen 1796 und 1803 im Auftrag von Gustav Diedrich von Rehbinder errichtet. Das zweistöckige Gebäude wurde im Stil des Klassizismus gebaut. Den Eingang schmückt ein mächtiger Portikus mit vier ionischen Säulen, die den Dreiecksgiebel tragen. Vor dem Eingang wachen zwei gusseiserne Löwen (heute schwer beschädigt). Erhalten sind im Erdgeschoss das Vestibül mit seiner Paradetreppe, im zweiten Stock der Musiksalong mit eleganten Stuckverzierungen.
Bis in die 1990er Jahre war im Gutshaus ein Pflegeheim untergebracht. Mehrere Nebengebäude stehen unter Denkmalschutz.
Bekannt war auch die in der ersten Hälfte des 19. Jahrhunderts erbaute Schnapsbrennerei des Guts (1888 renoviert, heute Ruine) am Ufer des Parkteichs. Die klassizistische Grabkapelle der Familie von Rehbinder im Waldpark des Guts ist nicht mehr erhalten.